# Берішвілі Павло Абрамович
Павло Абрамович Берішвілі (груз. პავლე აბრამის ძე ბერიშვილი; 1891-1937) — грузинський політик, член Установчих зборів Грузії (1919—1921).

## Біографія
Народився у селянській сім'ї.
Закінчив цивільне училище в місті Оні. Пізніше вивчав металообробку та живопис у Технічному училищі в Баку. У Баку познайомився із соціал-демократами і, зокрема, з Йосипом Джугашвілі (Сталіним).
З 1905 року член меншовицької фракції Російської соціал-демократичної робітничої партії. Переїхав до Петербурга, працював на заводі. З початком Першої світової війни добровольцем пішов на фронт, вів партійну роботу серед солдатів.
Після лютневої революції 1917 року працював у Закавказькій, а потім в Грузинській раді профспілок.
Був головою соціал-демократичної організації робітників шахти в Чіатурі.
12 березня 1919 року обраний членом Установчих зборів Демократичної Республіки Грузія за списком Соціал-демократичної робочої партії Грузії.
У 1921 році, після радянізації Грузії, залишився в країні і приєднався до руху опору. Був заарештований у Кутаїсі у 1922 році. Разом із 67 політв'язнями утримувався в різних таборах на території РРФСР, відбував покарання в Туруханську.
У 1926 році, після закінчення терміну, був засланий до Центральної Азії на три роки. Працював на бавовняній фабриці та був достроково звільнений за сумлінну працю.
Повернувшись до Грузії працював у міській комунальній службі та очолював нелегальні організації.
Був заарештований у травні 1929 року у Мцхеті; поміщений до суздальської політичної в'язниці на три роки.
Після звільнення був висланий до Сибіру. Проживав у Єнісейську. Знову заарештований 22 лютого 1933 року. Засуджений 29 жовтня 1933, але як покарання зарахований термін попереднього ув'язнення .
Повернувся до Грузії 1935 року. Працював на будівництві Джеджорської ГЕС в Оні, потім майстром цеху на видобувному підприємстві. Знову заарештовано 1937 року. Звинувачувався в антирадянській агітації, у виступах проти «стаханівського руху», приналежності до меншовиків (стверджував, що він «меншовиком був і завжди буде»). Засуджений до страти, 17 вересня, і в ніч після винесення вироку, розстріляний.